# Янссенс, Кевин (актёр)
Кевин Янссенс (нидерл. Kevin Janssens; род. 21 августа 1979, Антверпен, Бельгия) — бельгийский актёр, который с 2002 года принял участие в более, чем 20 проектах.

## Карьера
Янссенс учился в театральной студии Германа Тейринка в Антверпене и получил свою первую серьёзную роль – в мини-сериале о боксере «Король мира» Гвидо Хендрикса — в последний год учёбы. Далее он беспрерывно исполнил ещё несколько главных ролей в популярных проектах Бельгии: боевике «Шторм» (2006) и криминальном сериале «Пропавшие без вести» (2007). Он сыграл в романтических комедиях «Сумасшедшие» (2010) Яна Верхейена и «Smoorverliefd» (2010) Хильде Ван Мигхема. Поворотным моментом в карьере Янссенса послужило участие в криминальной драме «Арденны» Робина Пронта. Фильм был выдвинут Бельгией на премию «Оскар» в категории «Лучший фильм на иностранном языке». Также, картина была отобрана для показа многими фестивалями, в том числе международным кинофестивалем в Торонто, где 14 сентября 2015 года состоялась её премьера.
В 2017 году можно было увидеть Янссенса в триллере «Убийцы», первый показ которого прошёл на Венецианском кинофестивале, а также в криминальном боевике «Выжившая» в компании Матильды Лутц. Последний был отобран для показа на Кинофестивале в Торонто в рамках программы "Midnight Madness", а также на 21-м кинофестивале "Тёмные ночи" в Таллине. В 2018 году Янссенс исполнил второстепенную роль в боевике «Лукас» с Жан-Клодом Ван Даммом. В том же году он сыграл главную роль в двух других проектах: в фильме «Катакомбы» и телесериале «Over Water». Также Янссенсу досталась эпизодическая роль во французской военной драме «На краю света» в паре с Жераром Депардьё.
В 2019 году в Бельгии состоялась мировая премьера мистического триллера «Комната желаний» с Кевином Янссенсом и Ольгой Куриленко в главных ролях. В российский прокат картина выйдет в сентябре. В фильме идет речь о молодой паре, обнаруживающей в своём новом доме необычную комнату, способную материализовать любую мечту. Возлюбленная персонажа Янссенса просит у комнаты ребёнка, не представляя, к чему это приведёт.

## Избранная фильмография
| Year | Title           | Role           |
| ---- | --------------- | -------------- |
| 2006 | Шторм           | Рик Симонс     |
| 2015 | Арденны         | Кеннет         |
| 2017 | Выжившая        | Ричард         |
| 2017 | Убийцы          | Вик            |
| 2018 | На краю света   | Chenle         |
| 2018 | Катакомбы       | Kevin van Looy |
| 2018 | Лукас           | Geert          |
| 2019 | Комната желаний | Мэтт           |